# Listsee
Der Listsee (früher der „Ungenannte See“) ist ein kleiner See oberhalb von Bad Reichenhall im Landkreis Berchtesgadener Land. Er gehört zur Gemarkung Karlstein der Stadt Bad Reichenhall.

## Beschreibung
Der See liegt auf etwa 640 m, ist ca. 0,4 Hektar groß und wird nur unterirdisch gespeist. Sein Ablauf ist der Hammerbach, der im Ortsteil Nonn in die Hosewasch mündet. Er hat meist eine tiefgrüne Farbe.

## Sage
Einer Sage nach sollen Riesen die ganze Nacht auf der vorherigen Waldwiese einen Rundtanz getanzt haben, wodurch sie den Waldboden so aufgestampft haben, dass sich ein großes Erdloch bildete. Dieses füllte sich mit Wasser und bildete so den Listsee.

## Wasserversorgung
Im Bereich des Listsees befinden sich viele Quellen, die der Wasserversorgung der Stadt Bad Reichenhall dienen. Direkt beim See befand sich auch ein 1899 erbautes Hochreservoir.